# Immediate Music
Immediate Music est un studio de musique de bande-annonce situé à Santa Monica, Los Angeles, fondé par Yoav Goren et Jeffrey Fayman (en) en 1993. Avec plus de 7 000 bandes-annonces, spots télévisés et films utilisant sa musique, Immediate Music est le studio dont les musiques sont le plus souvent utilisées pour les bandes-annonces. Par exemple, les musiques des bandes-annonces de Spider-Man 2, X-Men : L'Affrontement final, Da Vinci Code, La Guerre des mondes, Le Seigneur des anneaux et Harry Potter sont issues des studios Immediate Music. La plupart des albums publics d’Immediate Music sont sous le nom Immediate.
Immediate Music a créé le groupe Globus en 2006, qui reprend leurs musiques de bande-annonce dans un genre plus rock.

## Histoire
Immediate Music fut créé en 1993 quand Jeffrey Fayman et Yoav Goren se rencontrèrent par hasard à Santa Monica (Los Angeles) et se rendirent compte qu’ils partageaient le même intérêt pour la musique de film et sa composition. Leur premier contrat est une campagne publicitaire pour la 65e cérémonie des Oscars. La même année, leur toute première musique de bande-annonce fut celle de L'Impasse. Depuis, des albums destinés à l’industrie sont produits régulièrement, certains le sont par d'autres compositeurs tels que Greg Dombrowski, Aleksandar Dimitrijevic, Serge Colbert, Richard Friedman, Stephanie Metcalf, Mark Ford, Philippe Rey et Ryan Taubert.
Fin 2013, leur catalogue est composé de plus de 5 000 pistes musicales. Avec plus de 7 000 bandes-annonces de films et jeux vidéo, spots télévisés et films utilisant sa musique, Immediate Music est le studio dont les musiques sont le plus souvent utilisées pour les bandes-annonces.
La plupart des albums d’Immediate Music ne sont pas disponibles dans le commerce car ils s’adressent directement aux professionnels et studios de cinéma. Cependant, voyant une demande croissante des fans, Immediate Music crée en 2006 le groupe Globus qui fusionne les musiques orchestrales et épiques d’Immediate Music avec des musiques contemporaines en particulier le rock. Les albums de Globus sont publics, le premier, Epicon, est sorti en 2006.
En 2008, Immediate, sous le nom The Immediate, produisit un premier album spécialement pour le public, Trailerhead, qui reprend quinze morceaux célèbres tirés de ses trois albums Themes for Orchestra and Choir. En 2010, The Immediate sortit un deuxième album pour le public, Trailerhead : Saga. Globus sortit un nouvel album en 2011, Break From This World. Sorti le 30 octobre 2012, Trailerhead : Triumph devait être le dernier à porter le nom de Trailerhead selon Yoav Goren. Un quatrième Trailerhead, Nu Epiq, est pourtant sorti le 27 mai 2014.
Avec Globus, Immediate Music s’est produit sur scène lors de concerts appelés Trailer Music Live. Plusieurs concerts sont prévus en Europe en 2014.

## Discographie
Quelques-uns des albums réservés aux professionnels :
- Action/Drama #1
- Action/Drama #2
- Action/Drama #3
- Action/Drama #4
- Action/Drama #5
- Cinematic Tension Horror
- Comedy #1
- Comedy #2
- Dark Hero Uprising (septembre 2013)
- Epic #1
- Epic #2
- Epic #3
- Epic Choral Action #1
- Horror/Sci-Fi #1
- Percussive Action 1
- Plosive : In Three Acts
- Quantum
- Romantic & Adventure #2
- Romantic Comedy, Romantic & Adventure #1
- Romantic Comedy #2
- Subsonic (2013)
- Subversion (avril 2014)
- Suspense & Drama #1
- Suspense & Drama #2
- Suspense & Drama #3
- Suspense & Drama #4
- Suspense & Drama #5
- Themes For Orchestra & Choir #1 (2 CD)
- Themes For Orchestra & Choir #2 - Abbey Road (3 CD)
- Themes For Orchestra & Choir #3 (3 CD)
- Themes For Orchestra & Choir #4 (mai 2013)
- Trinity And Beyond
- Youth Oriented #1
- Youth Oriented #2
- Youth Oriented #3
- Youth Oriented #4
- Youth Oriented #5
- Violations

Les albums publics :
- Trailerhead (2008) ;
- Trailerhead : Saga (2010) ;
- Trailerhead : Triumph[6] (2012) ;
- Trailerhead : Nu Epiq (2014) ;
- Epicon (de Globus, 2006) ;
- Break From This World (de Globus, 2011).
- Epic Olympic Dreams (2012)
- The Demon Within (2013)

## Utilisations
Quelques exemples de bandes-annonces et de films utilisant leur musique (avec le nom de la piste utilisée) :
1993
- L'Impasse (bande-annonce)

1995
- Die Hard (bande originale) (bande-annonce) : Burden of Atlas
- Toy Story : Executive Order, Terminated Alien

1996
- Scream : The Aggressor
- Alerte Cobra (bande originale) : Burden of Atlas
- The Rock : Breakout, Siege
- Le Patient anglais : Hunt for the Hurons

1997
- Grand Theft Auto (bande originale) : Burden of Atlas
- Scream 2 : Final Omen
- Alien, la résurrection (Alien Resurrection) : Redrum, Breakout, Code Red

1998
- Armageddon : Breakout

1999
- La Momie : Naked Prey
- Matrix : Nostromus

2000
- La Plage : Naked Prey

2001
- Le Retour de la momie : Redrum
- Le Seigneur des anneaux : La Communauté de l'anneau : Orch Rise #3

2002
- The Ring : Redrum
- Resident Evil : Combustible
- The Hours : Maiden Voyage
- Spider : Choral Fantasy

2003
- Hulk : Apocalypse
- Spider-Man : Tempest
- Call of Duty : Ashes of War

2004
- Le Jour d'après : Redrum
- Innocence : Ghost in the Shell 2 : Redrum (Choir)
- I, Robot : Blasphemy 2.0
- Le Roi Arthur : Blasphemy 2.0
- Spider-Man 2 : Lacrimosa, Orch and Choir Rise
- Van Helsing : League of Justice, Night Creature
- La Chute (film) : Kingmaker

2005
- Doctor Who (bande originale) : Lacrimosa, Orch and Choir Rise
- Le Monde de Narnia : Le Lion, la Sorcière blanche et l'Armoire magique : The Black Legend (Non Choir)
- Harry Potter et la Coupe de feu : Prometheus
- La Guerre des mondes : Final Omen 2.0, Shadow of Tyranny, Subterfuge 2, With Great Power
- Pirates des Caraïbes : Le Secret du coffre maudit : Def Con, With Great Power
- The Island : Lucius Dei
- Munich : Ritual
- Elektra : bande originale [Snake eyes] ; TV Trailer [Sixty Voices Rise 4] ; TV Trailer 2 [Avenger (Choir)]

2006
- Sonic the Hedgehog 2006 (bande originale) : Lacrimosa, Orch and Choir Rise
- Da Vinci Code : Arcana (Choir)
- X-Men : L'Affrontement final : Rising Empire (Choir), Final Conflict, Prologue
- The Good German de Steven Soderbergh : With Great Power (no Choir)

2007
- Ghost Rider : Arcana (Choir), Orch & Choir Rise 5, Orch Descent 1, Sixty Voices Rise 3, With Great Powers
- Primeval : Danger Drone 1
- Pirates des Caraïbes, jusqu’au bout du monde : Def Con, With Great Power
- Spiderman 3 : Tempest, Trinty
- Les Simpson, le film: Ode To Power

2008
- Left 4 Dead (bande originale) : Burden of Atlas
- L'Incroyable Hulk : Dark Side Of Power
- WALL-E : With Great Powers
- Hellboy II: The Golden Army : Dark Side of Power
- L'Étrange Histoire de Benjamin Button : Providence

2009
- Left 4 Dead 2 (bande originale) : Burden of Atlas
- Harry Potter et le Prince de sang-mêlé : bande originale [Prologue, Tears of Blood, Slash and Burn, Confronting the Dark Lord (No choir), Celestial Voyage] ; TV Spot [With an Iron Fist, Confronting the Dark Lord (No choir), Celestial Voyage]
- Terminator Renaissance (bande originale) : Clash Of Titans (no Choir)
- Anges et Démons : With An Iron Fist (Choir & No Choir)
- Astro Boy (bande originale) : Def con (no choir)

2010
- Adèle Blanc-Sec : With Great Power (no Choir)
- Tom Clancy's Splinter Cell: Conviction (bande-annonce) : Orch and Choir Rise
- Harry Potter et les Reliques de la Mort partie 1 : The end of days, The end of days (Orchestra and choir), The end of days (Instrumental) ; TV Spot [Mother of all Battles (remix)]
- L'Ange du mal : Serenata Immortale

2011
- Harry Potter et les Reliques de la Mort partie 2 : bande-annonce #1 [Lord of the Realm, Lord of Hosts] ; TV Spots [Mother of all Battles (Orchestral and Choir), Lord of the Realm, Lord of Hosts, Pandora] ; featurettes [Lord of the Realm, Lord of Hosts] ; Dvd Blu-ray trailer [Mother of all Battles, Pandora]

2012
- L'Attaque des Titans (bande-annonce) : Dark Side of Power
- The Dark Knight Rises (bande-annonce)

2013
- Man of Steel (bande-annonce)
- Iron Man 3 (bande-annonce)
- Thor : Le Monde des ténèbres (bande-annonce)
- Hunger Games : L'Embrasement  (bande-annonce) : Survive The Game
- Call of Duty: Ghosts (bande-annonce) : The District (Stripped Mix), Thermonuclear

## Récompense
En 2007, Immediate Music a reçu le Sports Emmy Award dans la catégorie « Composition musicale exceptionnelle » pour leur musique Onward to Glory (Choir) utilisée dans la première moitié de la vidéo The Stories of Torino (ou The World comes to Torino) diffusée sur NBC juste avant la cérémonie d’ouverture des Jeux olympiques d'hiver de Turin de 2006,.